# Otto Kissenberth
Otto Kissenberth (ur. 26 lutego 1893, zm. 2 sierpnia 1919) – niemiecki as myśliwski z czasów I wojny światowej. Osiągnął 20 zwycięstw powietrznych.
Otto Kissenberth urodził się w Bawarii. Studiował we Francji na uniwersytecie w Grenoble. Następnie uzyskał tytuł inżyniera mechanika na uczelni technicznej w Monachium.
Po wybuchu wojny został przydzielony do lotnictwa i od sierpnia 1914 roku szkolił się w pilotażu w Fliegerersatz Abteilung Nr. 1. W końcu 1914 roku został przydzielony do jednostki liniowej Feldflieger-Abteilung 8. 21 marca 1915 roku został ranny i po okresie leczenia został przydzielony do Feldflieger-Abteilung 9, która operowała wówczas w rejonie Dolomitów. Po przeniesieniu jednostki na front zachodni w rejon Wogezów Otto Kissenberth służył w niej do początku 1916 roku. Wtedy to został przydzielony do jednostki bojowej KEK Ensisheim. W jednostce odniósł swoje pierwsze potrójne zwycięstwo powietrzne 12 października 1916 roku.
Gdy 1 listopada 1916 roku z KEK Ensisheim została utworzona eskadra myśliwska Jagdstaffel 16 Otto Kissenberth pozostał w jej podstawowym składzie. W 1917 roku odniósł w jednostce trzy zwycięstwa. 4 sierpnia 1917 roku został przeniesiony na stanowisko dowódcy Jagdstaffel 23. W jednostce odniósł 14 potwierdzonych zwycięstw. 29 maja 1918 roku został ciężko ranny w czasie zderzenia powietrznego z brytyjskim samolotem myśliwskim. Po powrocie do służby został mianowany komendantem szkoły lotniczej Fliegerbeobachterschulen Schleißheim. Na stanowisku tym pozostał do zakończenia działań wojennych.

## Odznaczenia
- Order Wojskowy Pour le Mérite – 30 stycznia 1918
- Królewski Order Rodu Hohenzollernów
- Krzyż Żelazny I Klasy
- Krzyż Żelazny II Klasy
- Order Zasługi Wojskowej (Bawaria)
- Order Fryderyka (Wirtembergia)
- Order Lwa Zeryngeńskiego (Badenia)